# Dino Buzzati
Dino Buzzati (Belluno, 16 d'octubre de 1906 – Milà, 28 de gener de 1972) va ser un novel·lista i contista italià.També va fer de periodista per al Corriere della Sera i va ser dramaturg, llibretista, poeta i pintor.

## Biografia
Dino Buzzati va néixer a San Pellegrino di Belluno, al Vèneto. La seva mare era veterinària i el seu pare professor de dret internacional. Dino Buzzati va ser el segon de quatre fills. L'any 1924 va matricular-se a la facultat de dret de Milà. Mentre estudiava va començar a treballar per al diari milanès Corriere della Sera, on va fer de periodista fins que va morir. Va començar com a corrector, però hi va acabar fent de reporter, corresponsal, articulista, crític d'art i editor. La seva formació com a periodista va influir en la seva escriptura, sempre clara i directa per més fantasiosa que fos. Durant la Segona Guerra Mundial va servir a l'Àfrica, com a periodista al servei de la Marina. L'any 1940 va publicar El desert dels tàrtars, que fou un èxit immediat de crítica i públic, en què va destacar com a narrador de fantasia desbordada i d'humor caricaturesc, a mig camí del surrealisme i la literatura de l'absurd. L'any 1964 es va casar amb Almeria Antoniazzi.
Dino Buzzati va morir el 28 de gener de 1972, a la clínica La Madonnina de Milà, afectat de càncer de pàncrees. El 2010 les seves cendres es van dispersar per la Croda da Lago, el massís de les Dolomites on Buzzati va fer la seva última escalada el 1966. No es va poder fer abans perquè una llei de la regió autònoma del Vèneto ho impedia.

## Obra publicada
- Bàrnabo delle montagne (1933)
- Il segreto del Bosco Vecchio (El secret del bosc vell, 1935)
- Il deserto dei Tartari (El desert dels tàrtars, 1940)
- I Sette Messaggeri (1942 - contes)
- La famosa invasione degli orsi in Sicilia (La famosa invasió dels ossos a Sicília, 1945)
- Sessanta racconti (Seixanta contes, 1958, contes)
- Il grande ritratto (1960)
- Un amore (1963)
- Il capitano Pic e altre poesie (1965, poesia)
- Il colombre (1966, contes)
- Poema a Fumetti (1969, còmic)
- Le notti difficili (Les nits difícils, 1971, contes)
- Il reggimento parte all'alba (1985, contes)

### Traduccions al català
- Buzzati, Dino; Gestí, Joaquim (traducció); Jòdar, Julià de (pròleg). Seixanta contes.  Barcelona: Edicions de 1984, 2004 (Col. Mirmanda, 23). ISBN 9788496061248.
- Buzzati, Dino; Gestí, Joaquim (traducció). Les nits difícils.  Edicions de 1984 (Col. Mirmanda, 60). ISBN 9788492440115.
- Buzzati, Dino; Pujol, Rosa Maria (traducció); Senabre, Mercè (traducció). El desert dels Tàrtars.  Barcelona: Edicions 62, 1985 (Tros de paper).